# Ghiacciaio Walsh
Il ghiacciaio Walsh è un ghiacciaio lungo circa 14 km situato sulla costa della regione settentrionale della Terra di Oates, in Antartide. In particolare, il ghiacciaio, il cui punto più alto si trova a circa 800 m s.l.m., fluisce verso est-nord-est partendo dalla regione centrale del versante orientale dei colli Wilson e scorrendo lungo il versante meridionale dei colli Goodman, fino a unire il proprio flusso a quello del ghiacciaio Tomilin.

## Storia
Il ghiacciaio Walsh è stato mappato da membri dello United States Geological Survey (USGS) grazie a fotografie aeree scattate dalla marina militare statunitense nel periodo 1960-62, e così battezzato dal Comitato consultivo dei nomi antartici in onore di Gary Walsh, un biologo del Programma Antartico degli Stati Uniti d'America di stanza alla stazione di ricerca Hallett nella stagione 1968-59.